# ヤンヨン・オーラーラチン
ヤンヨン・オーラーラチン(ยรรยง โอฬาระชิน)は、タイ王国の美術写真家。1938年生。 1963年、クルンテープ工科大学写真映画学科 (現ラーチャモンコン工科大学クルンテープ校)卒業。その後、ラビン・ブンナーク(ระบิล บุนนาค)、ラット・ペートタンイー(รัตน์ เปสตันยี)、プーン・ガセートジャムラット教授、チャウム・プラセーリットサグン名誉教授(ชอุ่ม ประเสริฐสกุล)など、多くのタイの著名な写真家に指示した。修業の後、まず内務省保安局国民証部に入り、1969年に国際連合食糧農業機関(FAO)の写真技師として異動。その後、タイ国軍銀行に写真専門家として1999年の定年まで勤務。2007年に、視覚美術部門(写真)において国家芸術家に指定、2008年2月24日に受賞された。写真部門では、プーン・ガセートジャムラット、チット・ジョンマンコン、パイブーン・ムシクポードックに続く、4人目の受賞となった。

## 活動
ヤンヨンは、1966年から国内外の写真コンクールに応募し続け、現在までにモノクロ、カラー、カラースライドなどの部門で100点を超える作品が入選、受賞している。特にモノクロの評価は非常に高い。
ヤンヨンは1974年に立ち上げたサヤーム・カラースライド協会(สมาคมสยามคัลเลอร์สไลด์)の創設メンバーの一人。現在、クルンテープ写真協会(สมาคมถ่ายภาพกรุงเทพ)顧問。

## 代表作
- 「独り翔ぶ」(บินเดี่ยว)
- 「清流」(ธารน้ำใส)
- 「三姉弟」（สามพี่น้อง）
- 「けむりの気持ち」（อารมณ์ควัน）
- 「カミン河の滝」（น้ำตกแม่ห้วยขมิ้น）
- 「山岳民族の生活 朝」 （ชีวิตชาวเขายามเช้า）

など多数
（邦訳がないため、仮訳）